# Aladdin from Broadway
|  | For andre betydninger, se Aladdin (flertydig) |
Aladdin from Broadway er en amerikansk stumfilm fra 1917 instrueret af William Wolbert.

## Medvirkende
- Edith Storey som Faimeh
- Antonio Moreno som Jack Stanton
- William Duncan som William Fitzgerald
- Otto Lederer som Amad
- George Holt som Sadi